# 兰斯 (纳瓦拉)
兰斯（西班牙語：Lanz）是西班牙纳瓦拉的一个市镇。总面积17平方公里，总人口121人（2001年），人口密度7人/平方公里。